# Dieta da Hungria

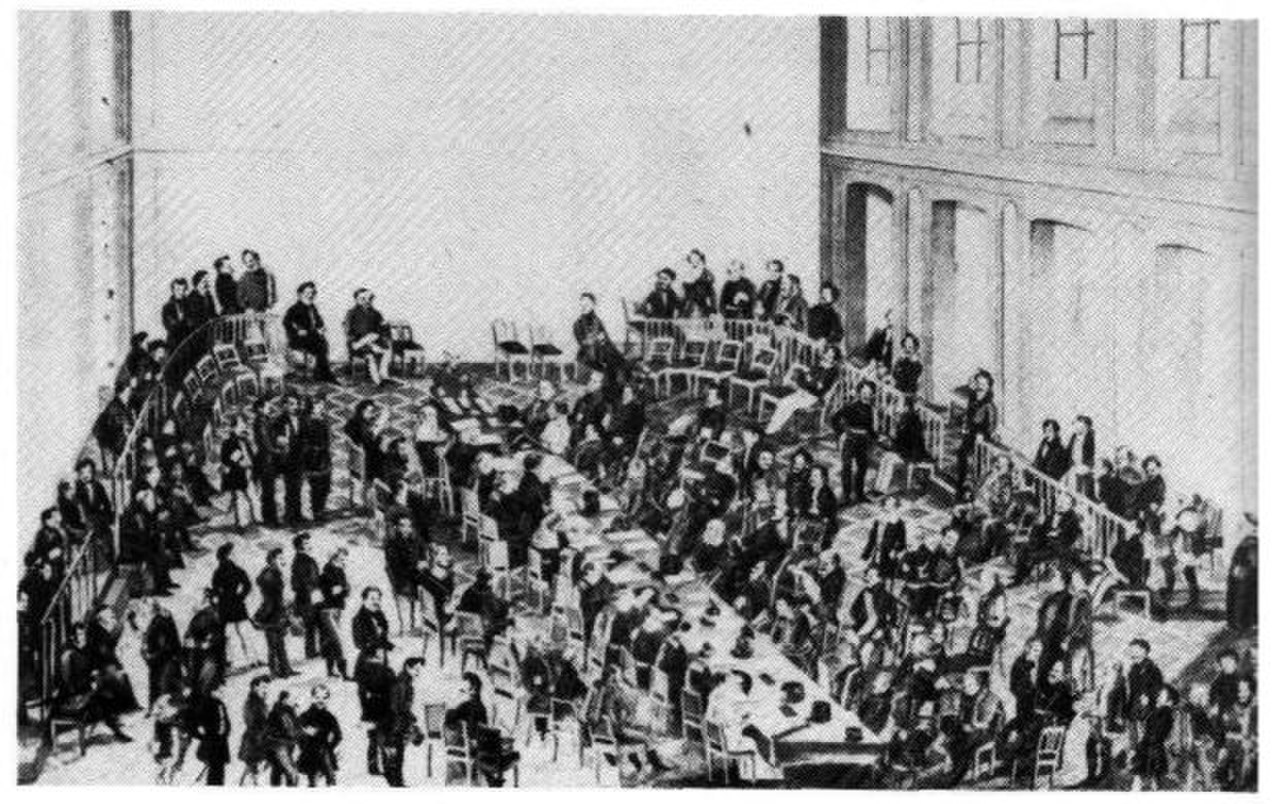
Dieta da Hungria de 1830

A Dieta da Hungria ou originalmente: Parlamentum Publicum/Parlamentum Generale (em húngaro:  Országgyűlés) tornou-se a instituição legislativa suprema no reino medieval da Hungria a partir da década de 1290, e em seus estados sucessores, a Hungria Real e o reino Habsburgo da Hungria durante o período da Era Moderna . O nome do corpo legislativo era originalmente "Parlamentum" durante a Idade Média, porém a expressão "Dieta" torna-se mais comum principalmente no período moderno. Convocou-se em intervalos regulares com interrupções durante o período de 1527 a 1918 e novamente até 1946.
Os artigos da dieta de 1790 estipulavam que a dieta deveria atender pelo menos uma vez a cada três anos, mas, como a dieta era chamada pela Monarquia dos Habsburgos, essa promessa não foi cumprida em várias ocasiões a partir de então. Como resultado do Compromisso Austro-Húngaro, foi reconstituído em 1867.
O termo latino Natio Hungarica ("nação húngara") foi usado para designar a elite política que teve participação nos parlamentos da era medieval e do início da era moderna (composta pelo 1/Clero Católico Romano, 2/a nobreza, 3/os enviados de cidades que foram eleitas pelo povo das cidades livres reais) e pelos membros das assembleias municipais do reino, independentemente da língua materna ou etnia da pessoa. Natio Hungarica era uma categoria geográfica, institucional e jurídico-política.

## Desenvolvimento
Alguns pesquisadores traçaram as raízes da instituição húngara das assembléias nacionais desde o século XI. Isso se baseou em evidências documentais de que, em certas "ocasiões importantes" sob o reinado do rei Ladislau I e do rei Coloman "o amante do livro", eram realizadas assembléias em escala nacional onde apareciam dignitários eclesiásticos e seculares. A primeira menção exata por escrito do mundo "parlamentum" (Parlamento) para a assembléia nacional se originou durante o reinado do rei André II no Touro de Ouro de 1222, que reafirmou os direitos dos nobres menores dos antigos e antigos. novas classes de servos reais (servientes regis) contra a coroa e os magnatas, e para defender os direitos de toda a nação contra a coroa, restringindo os poderes deste último em certos campos e legalizando a recusa em obedecer seus comandos ilegais/inconstitucionais (o "ius resistendi"). Os nobres menores também começaram a apresentar queixas a Andrew, uma prática que evoluiu para a instituição da dieta húngara.
Um parlamento húngaro institucionalizado surgiu durante os séculos XIV e XV. Começando sob o rei Carlos I, continuando sob reis subseqüentes até o reinado do rei Matias I, a Dieta foi essencialmente convocada pelo rei para anunciar suas decisões, e não tinha poder significativo por si só.
Em 1492, a Dieta limitou a liberdade de movimento de todos os servos e expandiu muito suas obrigações, enquanto ao mesmo tempo apenas algumas famílias camponesas prosperavam por causa do aumento das exportações de gado para o Ocidente. O descontentamento rural fervia em 1514, quando camponeses bem armados que se preparavam para uma cruzada contra os turcos surgiram sob György Dózsa. Chocada com a revolta camponesa, a Dieta de 1514 aprovou leis que condenavam os servos à escravidão eterna e aumentavam ainda mais suas obrigações de trabalho.
Quando o rei Vladislaus II morreu em 1516, um conselho real nomeado pela Dieta governou o país em nome de seu filho de dez anos, rei Louis II (1516-1526).

## Lista de sessões legislativas

### Assembleias legislativas iniciais, século XI
| Data de início | Data final | Localização    | Detalhes                                             |
| -------------- | ---------- | -------------- | ---------------------------------------------------- |
| 1057           | 1057       | Székesfehérvár | A primeira assembléia legislativa nacional conhecida |
| 1060           | 1060       | Székesfehérvár |                                                      |
| 1061           | 1061       | Székesfehérvár |                                                      |
| 1064           | 1064       | Székesfehérvár |                                                      |
| 1074           | 1074       | Székesfehérvár |                                                      |

### Assembleias legislativas do início do século XII
| Data de início | Data final | Localização    | Detalhes |
| -------------- | ---------- | -------------- | -------- |
| 1131           | 1131       | Arad           |          |
| 1174           | 1174       | Székesfehérvár |          |

### Sessões parlamentares do Reino da Hungria, século XIII
| Data de início | Data final     | Localização                    | Detalhes                                    |
| -------------- | -------------- | ------------------------------ | ------------------------------------------- |
| 1222           | 1222           | Székesfehérvár                 | A primeira assembléia chamada "Parlamentum" |
| 1231           | 1231           | Székesfehérvár                 |                                             |
| 1245           | 1245           | Székesfehérvár                 |                                             |
| 1267           | 1267           | Székesfehérvár                 |                                             |
| 1272           | 1272           | Székesfehérvár                 |                                             |
| 1277           | maio de 1277   | Primeira fase em Rákos         |                                             |
| 1277           | agosto de 1277 | Segunda fase em Székesfehérvár |                                             |
| 1289           | 1289           | Székesfehérvár                 |                                             |
| 1291           | 1291           | Székesfehérvár                 |                                             |
| 1299           | 1299           | Székesfehérvár                 |                                             |

### Sessões parlamentares do Reino da Hungria, século XIV
| Data de início | Data final | Localização    | Detalhes |
| -------------- | ---------- | -------------- | -------- |
| 1305           | 1305       | Székesfehérvár |          |
| 1307           | 1307       | Rákos          |          |
| 1308           | 1308       | Buda           |          |
| 1310           | 1310       | Székesfehérvár |          |
| 1320           | 1320       | Székesfehérvár |          |
| 1342           | 1342       | Székesfehérvár |          |
| 1351           | 1351       | Buda           |          |
| 1382           | 1382       | Székesfehérvár |          |
| 1384           | 1384       | Buda           |          |
| 1385           | 1385       | Pragas         |          |
| 1385           | 1385       | Székesfehérvár |          |
| 1386           | 1386       | Székesfehérvár |          |
| 1387           | 1387       | Székesfehérvár |          |
| 1397           | 1397       | Temesvár       |          |

### Sessões parlamentares do Reino da Hungria, século XV
| Data de início | Data final | Localização                                                            | Detalhes |
| -------------- | ---------- | ---------------------------------------------------------------------- | -------- |
| 1435           | 1435       | Latim: Posônio (húngaro: Pozsony, alemão: Pressburg, agora Bratislava) |          |
| 1438           | 1439       | Székesfehérvár                                                         |          |
| 1440           | 1440       | Székesfehérvár                                                         |          |
| 1445           | 1445       | Székesfehérvár                                                         |          |
| 1459           | 1459       | Szeged                                                                 |          |
| 1463           | 1463       | Tolna                                                                  |          |
| 1464           | 1464       | Székesfehérvár                                                         |          |
| 1467           | 1467       | Buda                                                                   |          |
| 1492           | 1492       | Buda                                                                   |          |

### Sessões parlamentares do Reino da Hungria, século XVI
| Data de início | Data final | Localização    | Detalhes |
| -------------- | ---------- | -------------- | -------- |
| 1505           | 1505       | Rákos          |          |
| 1506           | 1506       | Székesfehérvár |          |
| 1510           | 1510       | Tata           |          |
| 1510           | 1510       | Székesfehérvár |          |
| 1525           | 1526       | Székesfehérvár |          |

### Dietas da Hungria Real - 1527–1699 (as dietas mais importantes)
| Data de início | Data final | Localização                            | Detalhes |
| -------------- | ---------- | -------------------------------------- | -------- |
| 1527           | 1528       | Buda                                   |          |
| 1532           | 1532       | Buda                                   |          |
| 1536           | 1536       | Várad                                  |          |
| 1537           | 1537       | Pressburg (Pozsony, agora Bratislava)  |          |
| 1542           | 1543       | Besztercebánya (agora Banská Bystrica) |          |
| 1545           | 1545       | Nagyszombat (agora Trnava)             |          |
| 1547           | 1547       | Nagyszombat                            |          |
| 1548           | 1548       | Pressburg                              |          |
| 1550           | 1550       | Pressburg                              |          |
| 1552           | 1552       | Pressburg                              |          |
| 1553           | 1553       | Sopron                                 |          |
| 1554           | 1554       | Pressburg                              |          |
| 1555           | 1555       | Pressburg                              |          |
| 1556           | 1556       | Pressburg                              |          |
| 1557           | 1557       | Pressburg                              |          |
| 1559           | 1559       | Pressburg                              |          |
| 1563           | 1563       | Pressburg                              |          |
| 1566           | 1566       | Pressburg                              |          |
| 1567           | 1567       | Pressburg                              |          |
| 1569           | 1569       | Pressburg                              |          |
| 1572           | 1572       | Pressburg                              |          |
| 1574           | 1574       | Pressburg                              |          |
| 1575           | 1575       | Pressburg                              |          |
| 1578           | 1578       | Pressburg                              |          |
| 1581           | 1581       | Pressburg                              |          |
| 1583           | 1583       | Pressburg                              |          |
| 1587           | 1587       | Pressburg                              |          |
| 1593           | 1593       | Pressburg                              |          |
| 1596           | 1596       | Pressburg                              |          |
| 1597           | 1597       | Pressburg                              |          |
| 1598           | 1598       | Pressburg                              |          |
| 1599           | 1599       | Pressburg                              |          |
| 1600           | 1600       | Pressburg                              |          |
| 1601           | 1601       | Pressburg                              |          |
| 1602           | 1602       | Pressburg                              |          |
| 1603           | 1603       | Pressburg                              |          |
| 1604           | 1604       | Pressburg                              |          |
| 1608           | 1608       | Pressburg                              |          |
| 1609           | 1609       | Pressburg                              |          |
| 1613           | 1613       | Pressburg                              |          |
| 1618           | 1618       | Pressburg                              |          |
| 1622           | 1622       | Sopron                                 |          |
| 1625           | 1625       | Sopron                                 |          |
| 1630           | 1630       | Pressburg                              |          |
| 1635           | 1635       | Sopron                                 |          |
| 1637           | 1638       | Pressburg                              |          |
| 1647           | 1647       | Pressburg                              |          |
| 1649           | 1649       | Pressburg                              |          |
| 1655           | 1655       | Pressburg                              |          |
| 1659           | 1659       | Pressburg                              |          |
| 1662           | 1662       | Pressburg                              |          |
| 1681           | 1681       | Sopron                                 |          |
| 1687           | 1687       | Pressburg                              |          |

### Dietas durante a Monarquia de Habsburgo no Reino da Hungria (1700–1867)
| Data de início | Data final | Localização | Detalhes |
| -------------- | ---------- | ----------- | --- |
| 1708           | 1715       | Pressburg   | Interrompido continuamente |
| 1722           | 1723       | Pressburg   | |
| 1728           | 1729       | Pressburg   | |
| 1741           | 1742       | Pressburg   | |
| 1751           | 1751       | Pressburg   | |
| 1764           | 1765       | Pressburg   | |
| 1790           | 1791       | Pressburg   | Primeira fase não realizada em Pressburg |
| 1792           | 1792       |             | |
| 1796           | 1796       |             | Em 1796, a dieta foi convocada novamente para ser informada de que "atacado pela ímpia e iníqua nação francesa, o rei sentiu a necessidade de consultar seus fiéis estados da Hungria, lembrando que, sob Maria Teresa, a Hungria salvara a monarquia". A dieta votou para abastecer um contingente de 50 000 homens e comprometeu-se a fornecer o exército austríaco, no valor de 340 000 soldados. A dieta foi dissolvida após apenas dezenove sessões. |
| 1802           | 1802       |             | A dieta de 1802 discutiu demandas sobre a Hungria em relação às guerras revolucionárias francesas. |
| 1805           | 1805       |             | A dieta de 1805 lembrava a de 1802. |
| 1807           | 1807       |             | A dieta de 1807 foi mais notável. Às exigências usuais foi acrescentada a proposição real de que um exército deveria ser levantado e pronto para marchar ao primeiro sinal. |
| 1811           | 1812       |             | |
| 1825           | 1827       | Pressburg   | |
| 1830           |            | Pressburg   | Arquiduque coroado Fernando como rei da Hungria |
| 1832           | 1836       |             | |
| 1839           | 1840       |             | |
| 1843           | 1844       |             | |
| 1847           | 1847/8     |             | |

## Restabelecimento de 1867
No curso da Revolução Húngara de 1848, uma dieta foi chamada em Pest, que foi rejeitada por decreto do imperador Fernando I da Áustria em outubro; no ano seguinte, uma assembléia húngara se reuniu na Grande Igreja Protestante de Debrecen, que declarou o novo imperador Franz Joseph deposto e eleito Lajos Kossuth regente-presidente. A revolução foi finalmente reprimida pelas tropas austríacas sob o general Julius Jacob von Haynau e a assembleia foi dissolvida.

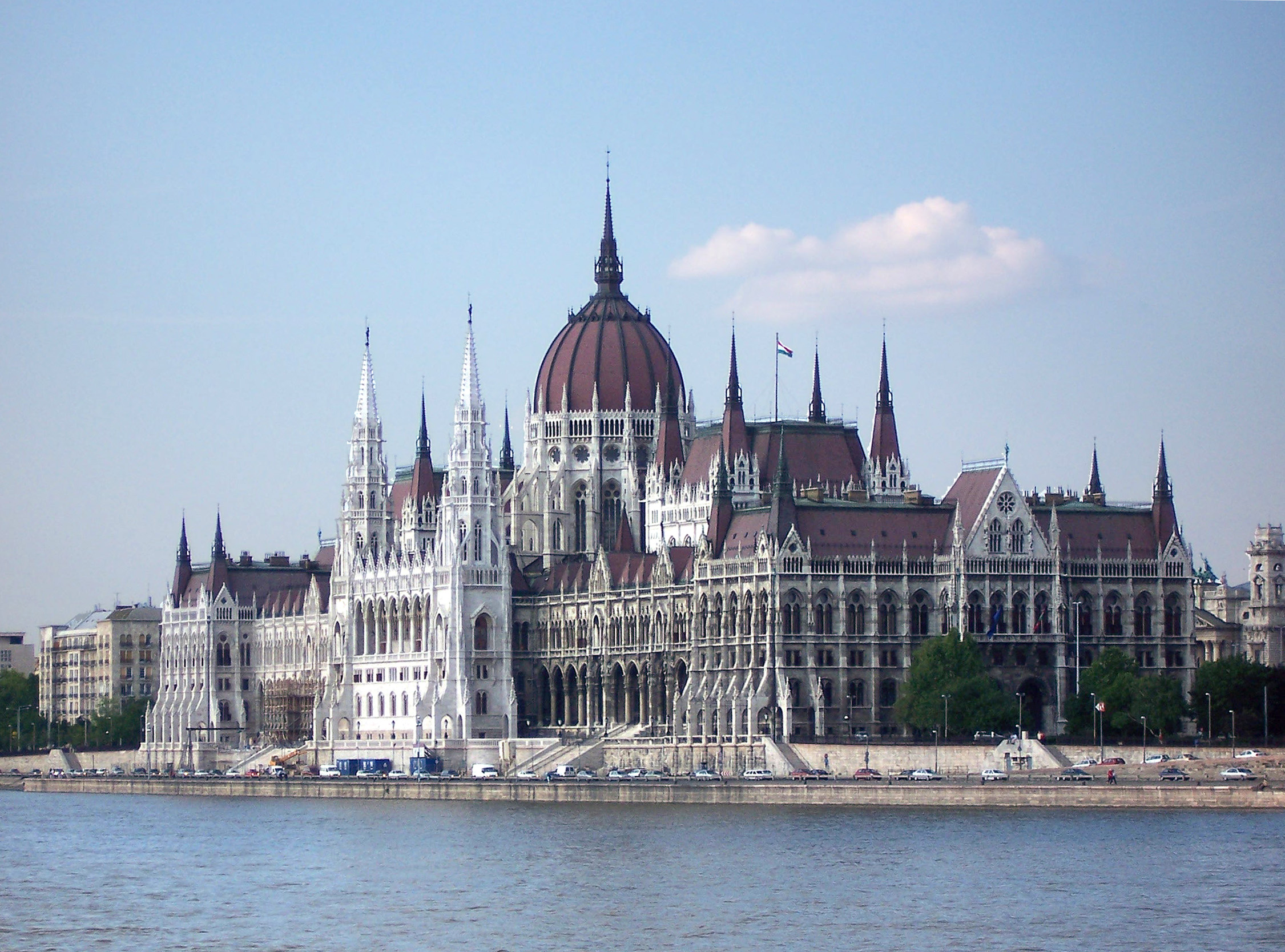
Desde 1902, a dieta se reúne no edifício do Parlamento Húngaro em Budapeste

Os Habsburgos se aproximaram novamente das propriedades húngaras após a derrota desastrosa na Batalha de Solferino, em 1859, e a perda da Lombardia. Em 1860, o imperador Franz Joseph emitiu o Diploma de outubro, que proporcionava uma assembléia nacional do Reichsrat formada por delegados delegados pelas dietas Landtage das terras da coroa austríaca, seguida pela patente de fevereiro de 1861, prometendo a implementação de uma legislatura bicameral. Os magnatas húngaros, no entanto, rejeitaram o governo de Viena e insistiram em uma assembléia parlamentar com ampla autonomia nos assuntos húngaros. As negociações falharam, principalmente devido à posição dura do ministro austríaco-presidente Anton von Schmerling.
Finalmente, no decurso do Compromisso Austro-Húngaro de 1867, o imperador nomeou ministro-presidente húngaro Gyula Andrássy e a assembléia nacional restabelecida reuniu-se em 27 de fevereiro.
O poder legislativo foi investido neste parlamento, composto por duas casas: uma câmara alta intitulada Főrendiház ([føːrɛndihaːz], Casa dos Magnatas) e uma câmara baixa intitulada Képviselőház ([ˈkeːpviʃɛløːhaːz], Câmara dos Representantes). Desde 1902, o parlamento se reúne no edifício do Parlamento Húngaro, no Danúbio, em Budapeste.

### Casa dos Magnatas

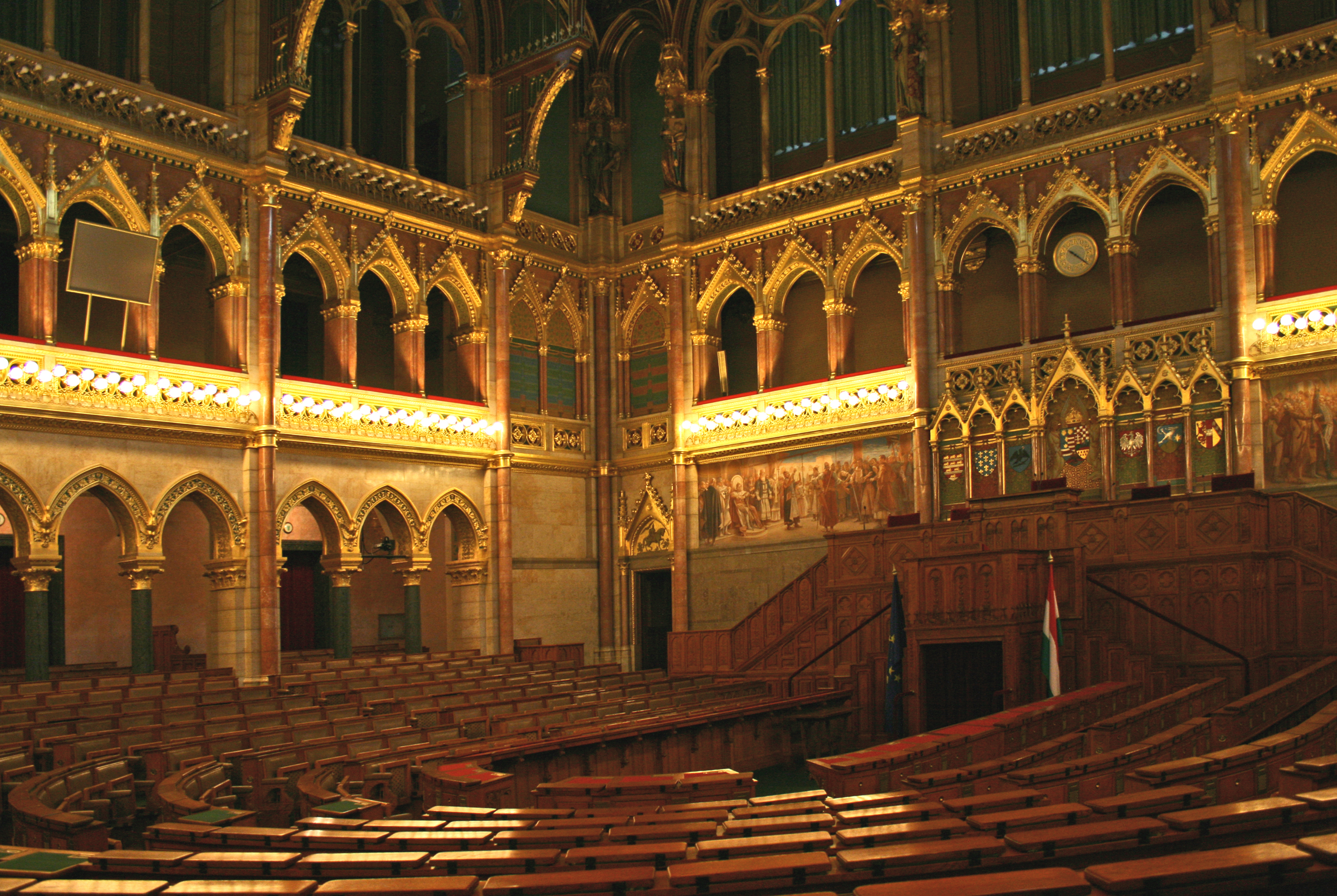
Salão de Assembléia da Casa dos Magnatas

A Casa dos Magnatas (Főrendiház) era, como a atual Câmara dos Lordes britânica, composta por hereditaristas, eclesiásticos e, ao contrário da Câmara dos Lordes, representantes suplentes de regiões autônomas (semelhantes aos comissários residentes dos Territórios dos Estados Unidos). A Câmara não tinha um número fixo de membros, pois qualquer pessoa que conhecesse as qualificações poderia participar. A lista oficial:
- Príncipes da casa real que alcançaram a maioria (16 em 1904)
- Pares hereditários que pagavam pelo menos 3 000 florins por ano, imposto sobre a terra (237 em 1904) (na sua taxa de câmbio de 1896, £1 valia 12 florins, então isso chega a £250)
- Altos dignitários das igrejas católica romana e ortodoxa oriental (42 em 1904)
- Representantes das confissões protestantes (13 em 1904)
- Os pares vitalícios nomeados pela Coroa, não excedendo 50 em número, e os pares vitalícios eleitos pela própria casa (73 no total em 1904)
- Vários dignitários estaduais e altos juízes (19 em 1904)
- Três delegados da Croácia-Eslavônia

Veja também Lista de Oradores da Casa dos Magnatas da Hungria

### Câmara dos Representantes

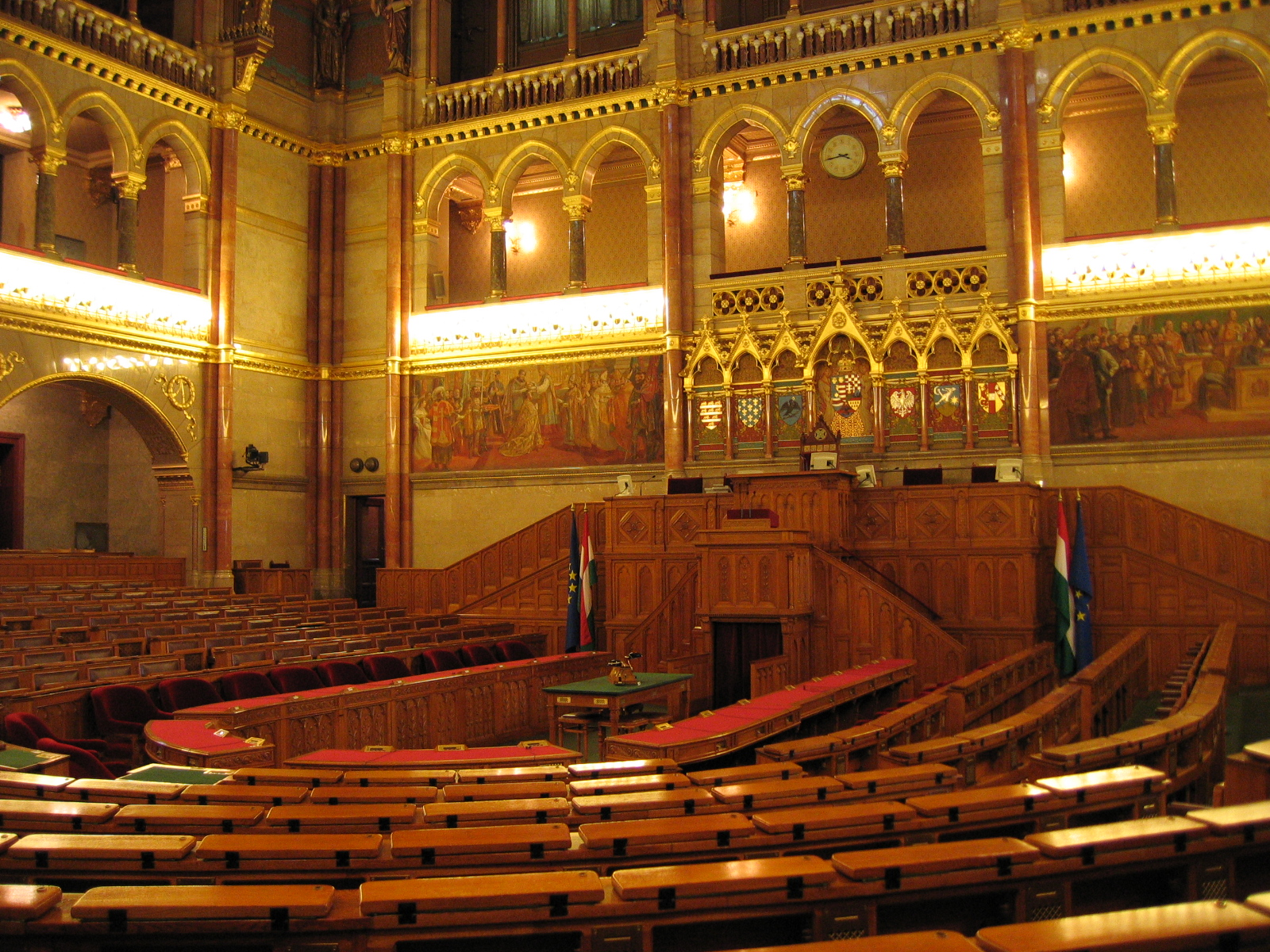
Salão de Assembléia da Câmara dos Deputados

A Câmara dos Representantes (Képviselőház) consistia em membros eleitos, sob a Lei Eleitoral de 1874, por uma franquia complicada baseada em propriedade, tributação, profissão ou cargo oficial e privilégios ancestrais. A Câmara era composta por 453 membros, dos quais 413 eram deputados eleitos na Hungria e 40 delegados da Croácia-Eslavônia enviados pelo parlamento desse Reino. Seus mandatos eram de cinco anos e eram remunerados.
A Encyclopædia Britannica Eleventh Edition considerou a franquia "provavelmente a mais iliberal da Europa". As classes trabalhadoras não estavam totalmente representadas no parlamento, apenas 6% delas e 13% da pequena classe comercial que possuía a franquia, da qual apenas 6% da população inteira gozava.
O parlamento era convocado anualmente pelo rei em Budapeste. Enquanto o idioma oficial era o húngaro, os delegados da Croácia-Eslavônia foram autorizados a usar o idioma croata no processo. O parlamento húngaro tinha o poder de legislar sobre todos os assuntos relativos à Hungria, mas apenas para a Croácia-Eslováquia sobre assuntos que compartilhava com a Hungria. O poder executivo foi investido em um gabinete responsável por ele, composto por dez ministros, incluindo: o presidente do conselho, o ministro da Croácia-Eslavônia, um ministro ad latum e os ministros do interior, da defesa nacional, da educação e da educação. culto público, finanças, agricultura, indústria e comércio e justiça. O rei tinha o poder de vetar toda a legislação aprovada pela Dieta e também de dissolvê-la e convocar novas eleições. Além disso, antes que qualquer projeto de lei pudesse ser apresentado à Dieta, o Imperador-Rei precisava dar seu consentimento real. Tudo isso mostra que o chefe de Estado ainda tinha um poder enorme, que, no entanto, ele escolheu não usar para dar aos húngaros mais controle sobre seus próprios assuntos.

## Pós-1989
O caráter democrático do parlamento húngaro foi restabelecido com a queda da cortina de ferro e o fim da ditadura comunista. O parlamento de hoje ainda é chamado de Országgyűlés, como nos tempos reais, mas, para diferenciar as duas fases, agora é chamado de Assembléia Nacional da Hungria, em oposição à dieta real histórica.